# Калин Илиев
Калин Илиев е съвременен български писател, драматург, публицист.
Автор на повече от 20 пиеси, превеждани на почти всички европейски езици, сред които руски и украински, а също и на китайски. Има повече от 30 публикации и постановки на негови пиеси във водещи български театри, телевизии, списания. Има повече от 20 чуждестранни публикации и постановки на негови пиеси в над 10 страни по света. Автор на множество публицистични текстове в авторитетни български издания. Калин Илиев е носител на български и международни литературни отличия. Член на Съюза на авторите на Франция – SACD.

## Драматургия
- „МаксИмално“ – пиеса
- „Мъртво море“ – пиеса
- „Ловеца“ – пиеса
- „Голямата мама“ – пиеса
- „Балът на Змиите“ – пиеса
- „Границата“ – пиеса
- „Ключът“ – пиеса
- „Пикльото“ – пиеса
- „Приказка за края“ – пиеса
- „Публичен дом“ – пиеса

## Кино и видео
- „Границата“ (Париж, Франция)
- „Пикльото“
- „Приказка за края“
- „Ключът“
- „Приказка за обърканото царство“
- „Приказка за края“ (Румъния)

## Публицистика
- Белите якички на крокодила Приказка за възрастни[2]
- Къде сочи мечът на Асеневци?[3]
- Ако бях студент II[4]
- Ако бях студент[5]
- Солидарните общества са по-щастливи[6]
- Улицата няма икони[7]
- Как се гони страх![8]
- Улицата дебне – 2[9]
- Улицата дебне[10]
- Помирение[11]
- Морфов на/д/ амбразурата[12]
- Чалгария[13]
- Храмът на почетените и позорът на почетните[14]
- МЕТАМОРФОЗА![15]
- Борисов, Юнкер и шимпанзетата[16]
- За кого бие камбаната?[17]

## Интервюта
- Мечтая за свят, в който властта не стъпва върху човешкото лице.[18]
- Цвети Пеняшки, режисьор на детската пиеса „Как се гони страх“ от Калин Илиев.[19]
- Приказка на Калин Илиев отпреди 30 години влиза в учебниците на студенти по педагогика.[20]
- „Пикльото“ – моноспектакъл за философията и самочувствието[21]